# Interpress
Interpress ist eine auf JaM basierende Seitenbeschreibungssprache ähnlich Forth, die von Xerox PARC entwickelt wurde. Da es Xerox nicht geschafft hatte, Interpress kommerziell zu vermarkten, schieden die Erfinder von Interpress Chuck Geschke und John Warnock aus Xerox aus und gründeten Adobe. Großen Erfolg erreichte die Weiterentwicklung PostScript und das darauf basierende Portable Document Format (PDF). Interpress wird hauptsächlich in Produkten der Firma Xerox verwendet.

## Implementierungen
- Xerox 495-1 (Fax)
- Xerox 8000 NS
- Xerox 2700
- Xerox 3700
- Xerox 4050/4090/4450/4650
- Xerox 5700
- Xerox 8044/8700
- Xerox 9700